# Vélib'

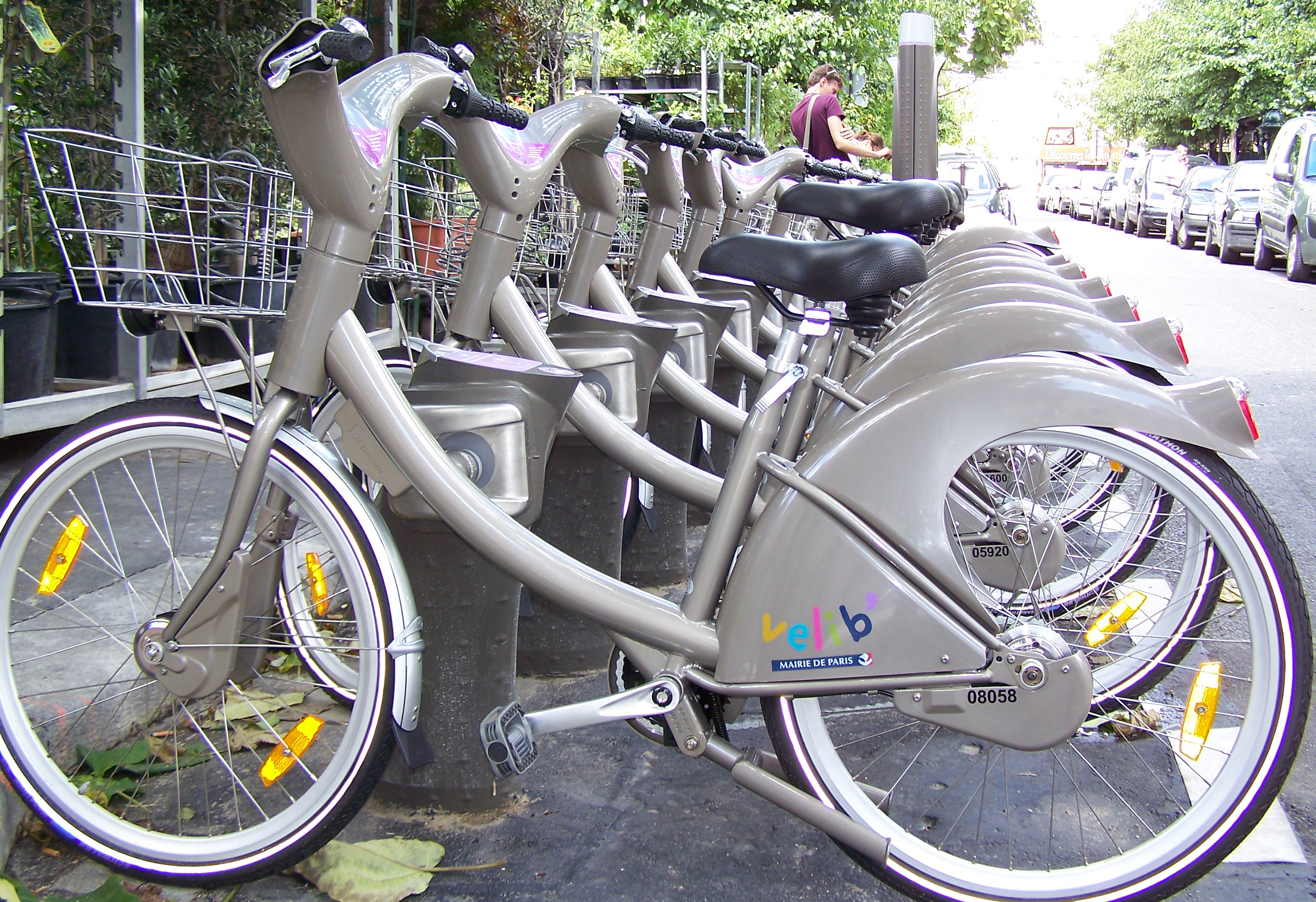
Jedno ze stanovišť s koly

Vélib' (z francouzského kompozita vélo libre či vélo liberté, tedy svobodný bicykl nebo cyklistická svoboda) je systém sdílení kol v Paříži ve Francii. Funguje od 15. července 2007 a v současnosti zahrnuje dvacet tisíc jízdních kol na 1450 stanovištích. V centru je stanoviště na každých zhruba 300 metrech. Jejím provozovatelem je společnost JCDecaux. V běžné řeči se slovem vélib´ označuje též samotné jízdní kolo z této půjčovny.

## Historie
Systém prosadil především pařížský starosta Bertrand Delanoë, který usiluje o omezení automobilové dopravy ve městě. Proto byla také většina stanic vybudována na místě bývalých parkovišť. Při zprovoznění v polovině roku 2007 bylo k dispozici 10 648 jízdních kol na 750 stanovištích. Na konci tohoto roku to bylo již 20 600 kol ve 1451 stanicích. Během necelého jednoho roku provedlo zhruba 200 000 uživatelů 26 miliónů výpůjček kol. Od roku 2009 se systém Vélib' rozšířil i na vnitřní předměstí Paříže, nejprve do města Boulogne-Billancourt, později i do dalších obcí. K tomuto rozšíření mělo dojít již v roce 2008, ale zdrželo se soudním sporem se společností JCDecaux.

## Parametry kola

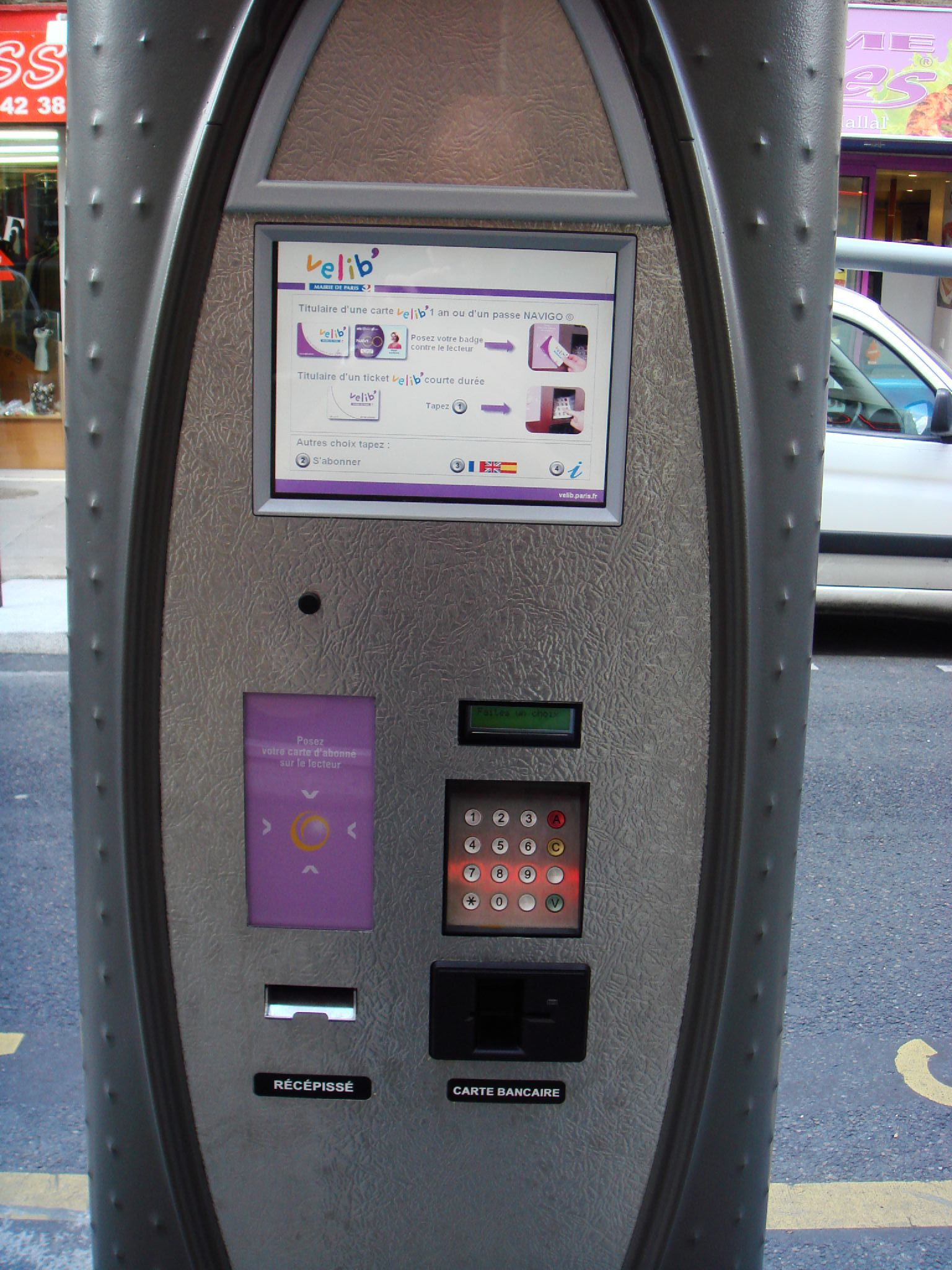
Platební terminál

Kola jsou jednotná ve stylu unisex a mají šedou barvu. Kola mají tři převody v nábojové převodovce a stále zapnuté přední i zadní osvětlení realizované LED diodami napájenými nábojovým alternátorem v náboji předního kola. Dále jsou vybaveny košíkem na zavazadlo nad předním kolem, zámkem na klíč, rádiovým štítkem sloužícím k identifikaci a komunikaci se stanicí. Kolo je celkově vybaveno proti vandalům – řetěz, lanka a další meachnismy jsou zapouzdřené, pneumatiky jsou vysoce odolné proti zničení, sedlo je sice výškově nastavitelné, ovšem nelze jej bez nářadí odmontovat. Kola nejsou určena pro malé děti (minimální výška uživatele je 150 cm) a před 14. rokem věku je nutné mít souhlas zákonného zástupce. Vzhledem k technickým úpravám je kolo dosti těžké – váží 22,5 kg. Kola byla vyrobena v Maďarsku. Každé kolo je vybaveno základními články z pravidel silničního provozu. Výrobní cena jednoho kusu kola byla 3500 Usd tj. 70 000 Kč.[zdroj⁠?!]

## Způsob použití
Každé stanoviště je vybaveno počítačovým terminálem podávajícím informace o počtu kol na dalších stanovištích apod. a umožňujícím platbu platební kartou opatřenou čipem. Karta zabezpečená jen magnetickým pruhem není přijímána. Každý terminál obsahuje čtečku karet pro kartu passe Navigo. Jízdní kola jsou k dispozici 24 hodin denně 7 dnů v týdnu. Stanice jsou každých 300 metrů. Systém poskytuje možnost zapůjčení kola pomocí čipové karty a vrátit jej stejným způsobem v jiné stanici. V případě karty passe Navigo, musí uživatel aktivovat svůj účet na terminálu Vélib' při prvním použití. Stačí po zaplacení přiložit kartu na čtečku, uvést PIN a potvrdit souhlas s obecnými podmínkami pronájmu. Poté bude mít kolo k dispozici. Při použití dalšího kola stačí už jen přiložit kartu.
V případě pronájmu na kratší období (jeden den nebo týden) zákazník může na terminálu použít svou platební kartou, kde obdrží jízdenku se zákaznickým číslem. V případě předplatného na kartě pass Navigo lze kolo odemknout kartou ihned, zatímco s vytištěnou jízdenkou je třeba se nejprve zaregistrovat na terminálu a zadat své zákaznické číslo a PIN. Po návratu je třeba kolo připojit zpět na stojan a tím je ukončen pronájem. Pokud je stanice plná, je třeba označit kartu nebo jízdenku na terminálu a tím uživatel získá dalších 15 minut k nalezení volného místa na jiné stanici. Pokud cyklista zjistí, že je kolo vadné, je možné jej vyměnit, ale pouze ve stejné stanici.

## Jízdné
Od roku 2018 platí nové jízdné. Aktuální ceny jsou dostupné na stránkách https://www.velib-metropole.fr/en/offers Archivováno 4. 7. 2019 na Wayback Machine. . Následující ceny již neplatí. 
Uživatelé si musí předplatit použití systému, které stojí 1 € na den, 5 € na týden a 29 € na rok. Při ročním předplatném je třeba ještě složit kauci ve výši 150 € nebo povolit inkaso na svém účtu. Do 14 dnů obdrží žadatel bezkontaktní čipovou kartu a PIN. Při ztrátě nebo odcizení se platí 5 € za vydání nové karty. Jednodušší je nechat si nahrát předplatné do karty passe Navigo. Při kratší době se zájemce může registrovat i svou platební kartou. Není-li kolo vráceno do 24 hodin od skončení předplatného, kauce propadá a je stržena z účtu. V případě krádeže tvoří spoluúčast cyklisty 35 €, za ztrátu klíče k zámku se účtuje 10 €. Majitel předplatného má vždy první půl hodinu použití kola zdarma, takových půlhodin může mít za den kolik chce. Naopak druhá půlhodina stojí 1 €, další půlhodina 4 € a cena se dále zvyšuje. Smyslem tohoto systému cen je udržet kola v oběhu.

## Problémy
Špatná synchronizace mezi různými terminály může vést k nesprávnému účtování jízdy. Kola podléhají častému vandalismu i nesprávné manipulaci při umisťování do stojanů na stanicích. Již po třech měsících od uvedení do provozu bylo nutno vyměnit 500 kol a 1000 kol zcela zmizelo. Zhruba 400 dělníků a techniků provede v současnosti asi 1500 oprav denně, z nichž je 200 kol nutné opravit v některé z deseti dílen. Těchto 200 kol tvoří zhruba 1% kolového parku. V pracovní dny a zejména během stávek v hromadné dopravě jsou stanoviště Vélib' často prázdná. Především ráno je nedostatek kol na okrajích města a odpoledne zase v jeho centru. Zaměstnanci proto musejí kola průběžně mezi stanicemi převážet. Někteří uživatelé si snaží kolo rezervovat použitím vlastního zámku. V takovém případě je však zámek správci systému odříznut.

## Bezpečnost
K první dopravní nehodě, při níž byl usmrcen uživatel kola Vélib', došlo 18. října 2007. 7. srpna 2009 po první smrtelné nehodě od rozšíření systému na předměstí oznámil pařížský starosta Bertrand Delanoë, že od zavedení půjčovny Vélib' 15. července 2007 zahynulo ve městě 11 cyklistů, z toho 7 uživatelů Vélib', přičemž bylo uskutečněno 55 milionů jízd.